# پیما (آریزونا)
پیما (به انگلیسی: Pima) شهری در شهرستان گراهام، ایالت آریزونای ایالات متحده‌ی امریکا است که در سرشماری سال ۲۰۱۰ میلادی، ۲٬۳۸۷ نفر جمعیت داشته است. پیما، به‌طور رسمی در تاریخ ۱۹۱۶ میلادی به‌عنوان یک شهر شناخته شد.